# Manuel Salvat Xivixell
Manuel Salvat Xivixell (Barcelona, España, 13 de enero de 1842 - 16 de febrero de 1901) fue un editor y tipógrafo español. Fue el fundador de la Editorial Salvat.

## Biografía
Hijo de Jorge Salvat Solé y Antonia Xivixell Bagá. Entró de aprendiz en la imprenta Magriñá y Subirana y una vez aprendido el oficio regentó la imprenta de Jaime Jepús, de donde pasó a la de los hermanos Espasa.
Se casó con Magdalena Espasa Anguera, hermana de José y Pau, creando junto a éstos la sociedad editorial Espasa y cía en 1881. En 1897 se separó de sus socios y cuñados y fundó su propio establecimiento editorial, asociándose con su hijo Pau Salvat Espasa, llamado Salvat e Hijo, que fue la empresa antecesora de Salvat Editores S.A.
En 1898 cofundó el Institut Català de les Arts del Llibre.
Al morir en 1901, su hijo Pau Salvat Espasa asumió la dirección de la editorial.